# Mikael Westberg
Mikael Westberg, född 18 juni 1977 i Enskede församling i Stockholm, är en svensk jurist.
Mikael Westberg avlade jur.kand.-examen vid Stockholms universitet 2002, fullgjorde notarietjänstgöring vid Länsrätten i Stockholms län 2003–2005 och avslutade domarutbildningen som assessor i Kammarrätten i Stockholm 2009. Han var enhetschef vid juridikavdelningen på Pensionsmyndigheten 2009–2011, ämnessakkunnig i Justitiedepartementet 2011-2013, verksamhetsområdeschef vid rättsavdelningen på Försäkringskassan 2013–2015, chefsjurist och avdelningschef på Pensionsmyndigheten 2015–2018, rättschef och avdelningschef på Försäkringskassan 2018–2023 samt kammarrättslagman i Kammarrätten i Stockholm 2023–2025.
Westberg utnämndes 2024 till justitieråd i Högsta förvaltningsdomstolen, med tillträde den 1 februari 2025.